# ایستگاه متروی ورزشگاه آزادی
ایستگاه مترو ورزشگاه آزادی، یکی از ایستگاه‌های خط ۵ مترو تهران است. این ایستگاه در بزرگراه حجازی، جنب مجموعه ورزشی آزادی و روبروی باشگاه فوتبال حامی تهران می‌باشد .
و به محلات شهرک فرهنگیان غرب و محله شهرک آزادی (تهران) نزدیک و دسترسی آن از طریق مسیر خودرویی(زیر گذر) و پل عابر هوایی امکان پذیر می‌باشد.این ایستگاه مترو بیشتر توسط هواداران استقلال,پرسپولیس و تیم ملی فوتبال ایران مورد استفاده قرار می‌گیرد. هواداران می‌توانند به صورت پیاده و با سامانه اتوبوس تندرو در ایستگاه‌های اتوبوس ورزشگاه آزادی به این ایستگاه برسند.

## منبع
- معرفی ایستگاه‌ها بایگانی‌شده  در ۳۰ نوامبر ۲۰۱۰ توسط Wayback Machine
- ایستگاه مترو ورزشگاه آزادی